# Лэнгдон, Харри
Ха́рри Фи́лмор Лэ́нгдон (англ. Harry Philmore Langdon; 15 июня 1884, Каунсил-Блафс, Айова, США — 22 декабря 1944, Лос-Анджелес, Калифорния, США) — американский актёр, продюсер, режиссёр, сценарист и монтажёр.

## Биография
Начал выступать в мюзик-холле и театральных водевилях в возрасте 10 лет. В начале 1920-х годов снимался в комедиях Мака Сеннета, в картинах которого постепенно сложился его персонаж-маска. Выступал также как сценарист, режиссёр, продюсер и монтажёр. С приходом звука в кинематограф стал сниматься главным образом в эпизодических ролях, не принёсших ему прежнего успеха.
Был трижды женат на Роуз Лэнгдон (1903–1928), Хелен Уолтон (1929–1932) и Мэйбл Шелдон (1934–1944).
Умер 22 декабря 1944 года,  его прах похоронили на кладбище Мемориал- парк Гранд- Вью в Глендейле, штат Калифорния.

## Избранная фильмография

### Актёр
- 1924 —  / Picking Peaches — Харри
- 1924 —  / Smile Please — Отто Фокус
- 1924 —  / Shanghaied Lovers — A Shanghaied Sailor
- 1924 —  / Flickering Youth — Gus Guitar
- 1924 —  / The Cat's Meow — Эдди Эльгин
- 1924 — Его новая мама / His New Mamma — сын фермера
- 1924 —  / The First 100 Years — Mr. Newlywed
- 1924 —  / The Luck o' the Foolish — Mr. Newlywed
- 1924 —  / The Hansom Cabman — мясник
- 1924 — Всю ночь напролёт / All Night Long — Харри Холл
- 1924 —  / Feet of Mud — Харри Холдем
- 1925 — Его свадебный восторг / His Marriage Wow — The Groom - Харолд Хоуп
- 1925 —  / Boobs in the Wood — Честер Винфилд
- 1925 —  / Plain Clothes — Харви Картер
- 1925 —  / Remember When? — Харри Хадсон
- 1925 —  / Lucky Stars — Харри Лэмб
- 1925 —  / There He Goes — Харри
- 1926 — Субботний полдень / Saturday Afternoon — Харри Хиггинс
- 1926 — Бродяга, бродяга, бродяга / Tramp, Tramp, Tramp — Харри Логан
- 1926 —  / Soldier Man — солдат / король Штрудель 13-й
- 1926 — Сильный человек / The Strong Man — Пол Берго
- 1927 — Длинные штаны / Long Pants — Харри Шелби
- 1927 — Его первое увлечение / His First Flame — Харри Хоуэллс
- 1927 — Трое – это толпа / Three's a Crowd — Харри
- 1927 — Смычком и смыком / Fiddlesticks — Харри Хоган
- 1928 — Преследователь / The Chaser — муж
- 1928 — Сердечные хлопоты / Heart Trouble — Харри Ван Хаузен
- 1929 —  / Sky Boy
- 1929 —  / Skirt Shy — Dobbs, the butler
- 1930 —  / The Head Guy — Harry, Temporary Stationmaster
- 1930 —  / The Fighting Parson — исполнитель на банджо
- 1930 —  / The Big Kick — Харри
- 1930 —  / The Shrimp — Харри
- 1930 — Король / The King — король
- 1930 —  / A Soldier's Plaything — Тим
- 1930 —  / See America Thirst — Уэлли
- 1930 —  / ¡Pobre infeliz!
- 1932 — Большая вспышка / The Big Flash — Харри
- 1933 — Уставшая ступня / Tired Feet
- 1933 — Аллилуйя, я лентяй / Hallelujah I'm a Bum — Egghead
- 1933 — Он путешествовал автостопом / The Hitchhiker — попутчик
- 1933 — Рыцарский долг / Knight Duty — Харри
- 1933 — Жениться на жизни / Tied for Life — The Groom
- 1933 — Семейные забавы / Marriage Humor
- 1933 — Уколы и шприцы / Hooks and Jabs
- 1933 — Рабочий сцены / The Stage Hand — Харри
- 1933 — Моя слабость / My Weakness — Dan Cupid
- 1933 — На льду / On Ice
- 1933 — Странствующий Ромео / Roaming Romeo
- 1934 — Наводящий порчу цирк / Circus Hoodoo
- 1934 — Предпочитаю петтинг / Petting Preferred
- 1935 —  / His Bridal Sweet — Харри Лэнгдон
- 1935 —  / Atlantic Adventure — Snapper McGillicuddy
- 1938 —  / Stardust — Otto Schultz
- 1938 —  / Sue My Lawyer
- 1939 —  / Zenobia — Professor McCrackle
- 1940 — Холодная индейка / Cold Turkey — Харри Лэнгдон
- 1940 — Неверные мужья / Misbehaving Husbands — Генри Батлер
- 1941 —  / All-American Co-Ed — Hap Holden
- 1941 —  / Double Trouble — Albert 'Bert' Prattle
- 1942 —  / House of Errors — Берт
- 1942 —  / Piano Mooner
- 1943 —  / A Blitz on the Fritz — Egbert Slipp
- 1943 —  / Here Comes Mr. Zerk — Egbert Slipp
- 1944 —  / Spotlight Scandals — Оскар Мартин
- 1944 —  / To Heir Is Human — Харри Феннер
- 1944 —  / Hot Rhythm — Mr. Whiffle
- 1944 —  / Mopey Dope
- 1944 —  / Block Busters — Хиггинс
- 1945 —  / Pistol Packin' Nitwits
- 1945 —  / Swingin' on a Rainbow — Chester Willouby

### Сценарист
- 1926 — Бродяга, бродяга, бродяга / Tramp, Tramp, Tramp
- 1927 — Трое – это толпа / Three's a Crowd
- 1928 — Преследователь / The Chaser
- 1928 — Сердечные хлопоты / Heart Trouble
- 1933 — Рабочий сцены / The Stage Hand
- 1938 — Болваны / Block-Heads
- 1938 —  / Sue My Lawyer
- 1939 — Летающая парочка / The Flying Deuces
- 1940 — Чамп в Оксфорде / A Chump at Oxford
- 1940 — Приключения на море / Saps at Sea
- 1941 — Дорожный указатель / Road Show
- 1942 —  / House of Errors
- 1942 —  / Piano Mooner
- 1945 —  / Pistol Packin' Nitwits

### Режиссёр
- 1927 — Трое – это толпа / Three's a Crowd
- 1928 — Преследователь / The Chaser
- 1928 — Сердечные хлопоты / Heart Trouble (с Артуром Рипли)
- 1933 — Рабочий сцены / The Stage Hand
- 1936 —  / Wise Guys

### Продюсер
- 1926 — Бродяга, бродяга, бродяга / Tramp, Tramp, Tramp
- 1926 — Сильный человек / The Strong Man
- 1927 — Длинные штаны / Long Pants

### Монтажёр
- 1927 — Длинные штаны / Long Pants